# Capillaria philippinensis
Capillaria philippinensis (synoniem: Paracapillaria philippinensis) is een parasitaire rondworm, die tot het geslacht Capillaria (synoniem: Eucoleus) behoort. De rondworm veroorzaakt intestinale capillariasis bij mensen. De ziekte werd voor het eerst in 1964 waargenomen in het noorden van Luzon, Philippijnen. Er zijn ook gevallen bekend in China, Egypte, Indonesië, Iran, Japan, Korea, Laos, Taiwan en Thailand. Infecties in Italië en Spanje werden waarschijnlijk in het buitenland opgelopen, waarvan een in Colombia. Besmetting ontstaat door het eten van rauwe vis.
Volwassen mannetjes zijn 1,5-3,9 mm lang en 23-28 µm dik. De vrouwtjes zijn 2,3-5,3 mm lang en 29-47 µm dik. De eieren zijn 35-45 µm lang en 20-25 µm breed en hebben een gestreepte buitenwand.

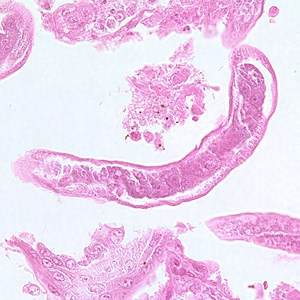
Volwassen rondworm
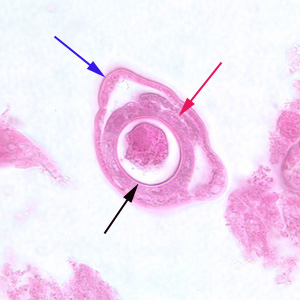
Bacillaire band (blauwe pijl), darm (rode pijl) en uterus met een ei in dwarsdoorsnede (zwarte pijl)
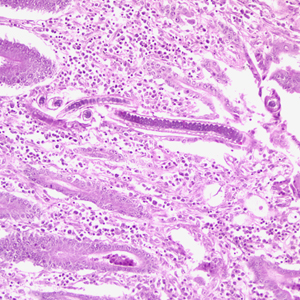
Volwassen rondworm met stichosoom
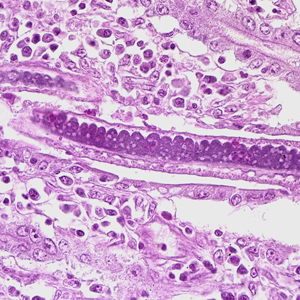
Stichosoom met stichocyten
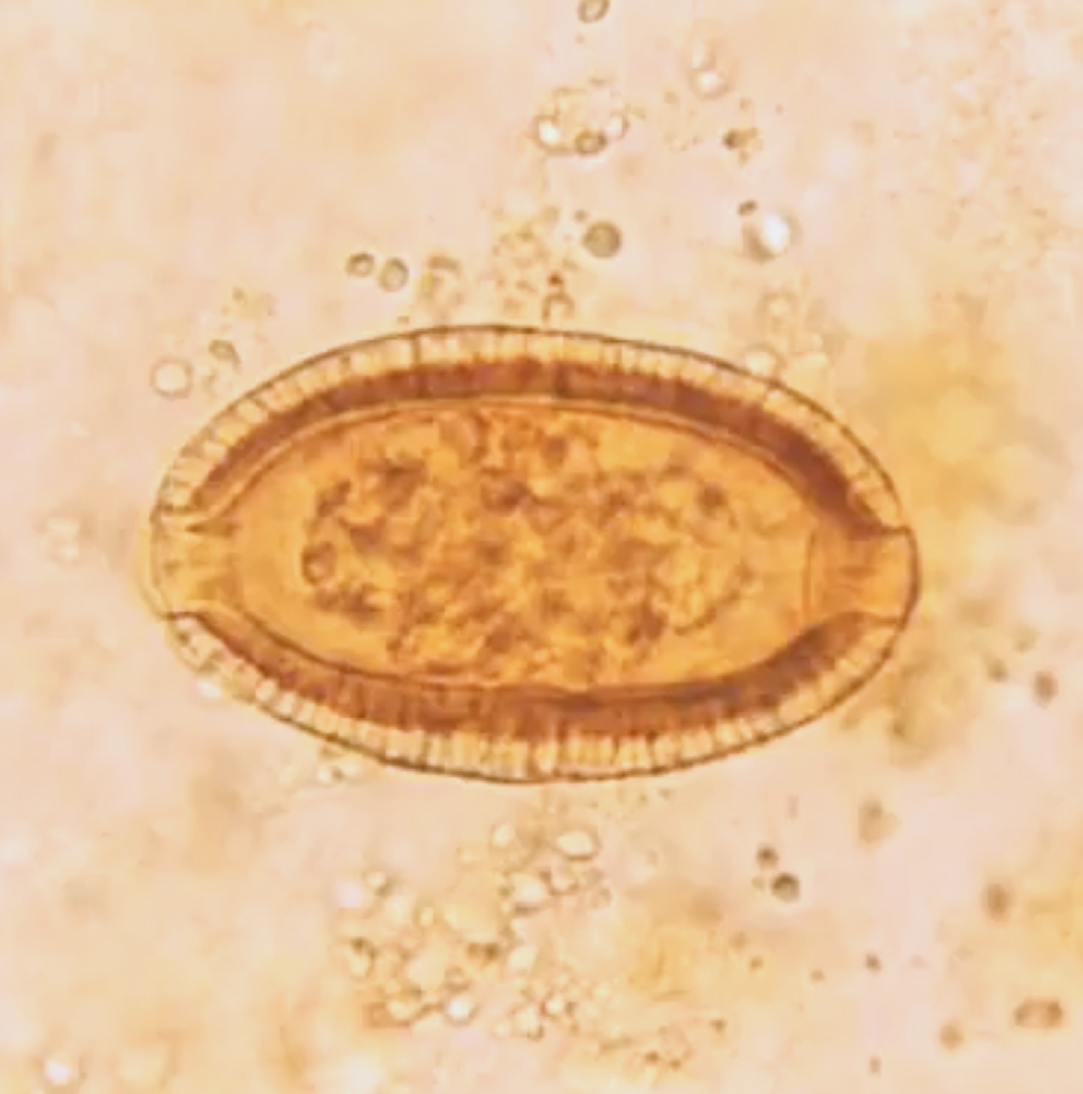
Ei van Capillaria philippinensis
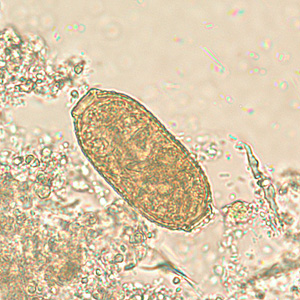
Ei van Capillaria philippinensis
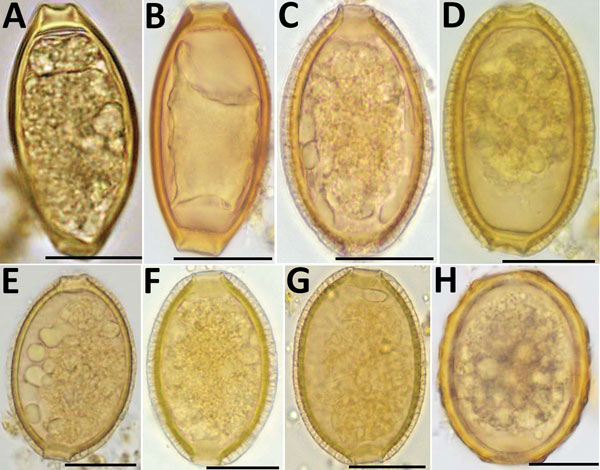
A en B: Eieren van Trichuris trichiura, C t/m G: Eieren van Capillaria sp.

Infectie met deze parasiet kan worden vastgesteld door een stukje weefsel (biopsie) uit de dunne darm te nemen of door ontlastingsmonsters onder een microscoop te onderzoeken Bij een ernstige aantasting kan het beste de ontlasting onderzocht worden, omdat deze een overvloed aan volwassen rondwormen en eieren heeft. De eieren van Capillaria philippinensis verschillen van die van Trichuris trichiura, doordat die van Capillaria philippinensis  geen uitstekende polaire punten hebben en iets kleiner zijn dan die van Trichuris trichiura eieren.

## Levenscyclus

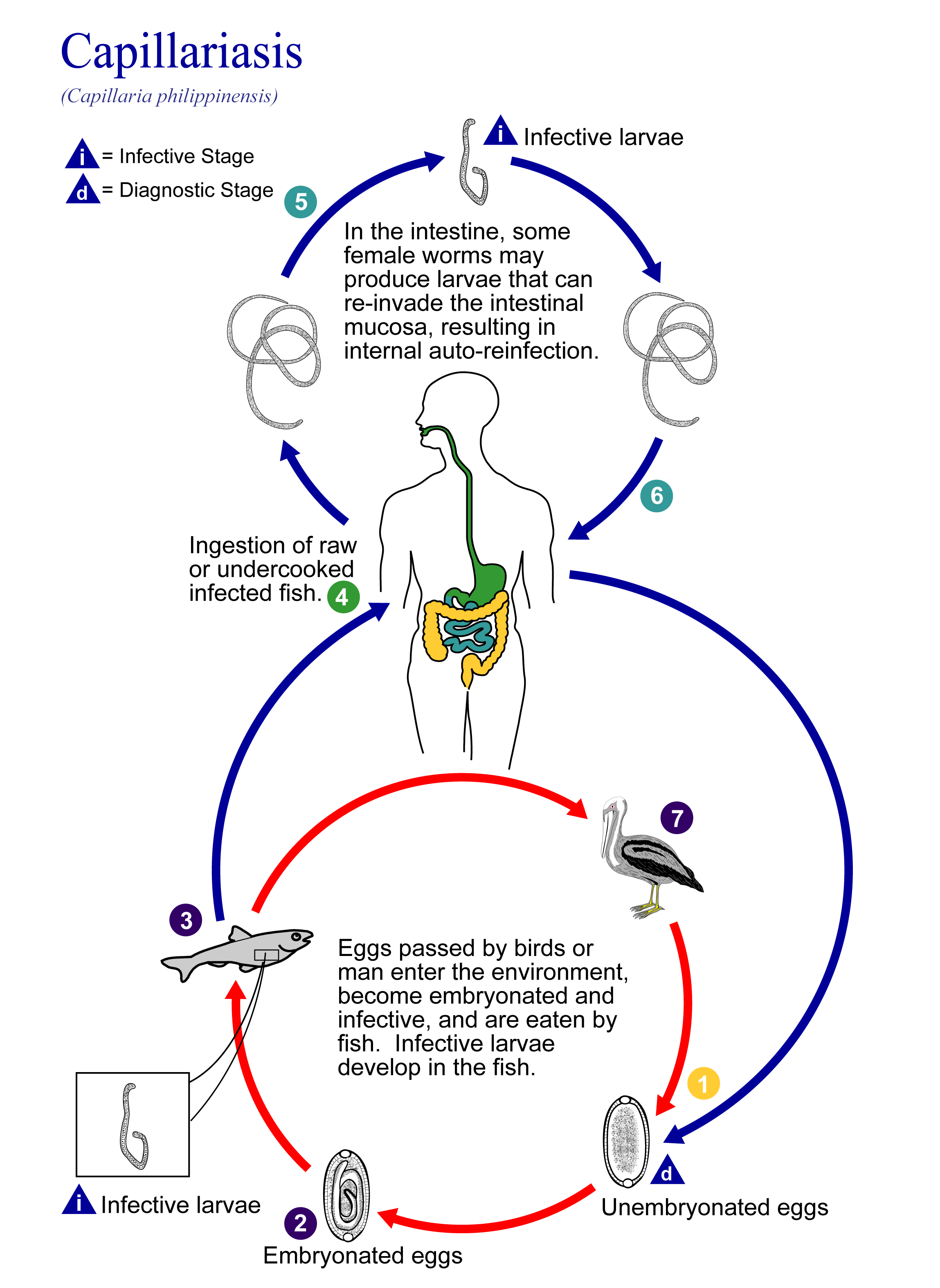
Levenscyclus

De volledige levenscyclus van Capillaria philippinensis kan zowel met een tussengastheer als in één gastheer plaatsvinden.

### Met tussengastheer
Visetende vogels die in hun darmen volwassen Capillaria philippinensis bij zich dragen, hebben in hun ontlasting eieren. In het water ontwikkelt zich in het ei de L1-larve. Wanneer deze eieren aan een gezonde vis worden gevoerd, kruipen de larven in de ingewanden van de vis uit de eieren en ontwikkelen zich via L2-larven tot L3-larven. Als aan gezonde vogels deze vissen worden gevoerd, ontwikkelen de L3-larven zich via de L4-larven tot de L5-volwassen rondwormen in het darmkanaal en het slijmvlies van het darmkanaal van de vogels. Ook woestijnratten en makaken kunnen geïnfecteerd raken, waarna vervolgens eieren met hun ontlasting worden uitgescheiden. Bij de vissen Hypseleotris bipartita en Apagon-soorten zijn natuurlijke besmettingen gevonden evenals bij Ixobrychus sp.-vogelsoorten. Mensen kunnen ook worden besmet als ze rauwe of onvoldoend gegaarde vis eten, waarschijnlijk door het in zijn geheel opeten van kleine vissen. Rauwe vis wordt vaak gegeten door verschillende Aziatische culturen.

### Met een gastheer
Onderzoekers ontdekten dat het voeren van slechts enkele tientallen larven uit de ingewanden van vissen aan de Mongoolse renmuis (Meriones unguiculatus) of makaken (Macaca-soorten) leidde tot besmetting met duizenden volwassen wormen door middel van "auto-infectie". Auto-infectie wil zeggen dat de nakomelingen van volwassen rondwormen dezelfde gastheer opnieuw kunnen besmetten, waardoor de besmetting zich kan vermenigvuldigen in een enkele gastheer. Zowel ovipare (eierleggend) als larvipare (leggen van actieve larven) volwassen vrouwelijke rondwormen werden in Mongoolse renmuizen en sommige vogels gevonden. De experimenteel geïnfecteerde apen ontwikkelden nooit klinische symptomen, zelfs niet tijdens langdurige, kunstmatige besmettingen. Van verschillende geteste knaagdieren ontwikkelden alleen Mongoolse renmuizen ernstige symptomen als gevolg van besmetting en stierven ze uiteindelijk.